# Gigantodax wygodzinskyi
Gigantodax wygodzinskyi är en tvåvingeart som beskrevs av Julio Mario Hoyos och Marta L. Bueno 1981. Gigantodax wygodzinskyi ingår i släktet Gigantodax och familjen knott.
Artens utbredningsområde är Colombia. Inga underarter finns listade i Catalogue of Life.